# ۲۷ مرداد
۲۷ مرداد صد و پنجاه و یکمین روز سال در گاه‌شماری خورشیدی است. به پایان سال ۲۱۴ روز (۲۱۵ روز در سال کبیسه) باقی‌است.

## رویدادها
- ۱۲۹۹ - شهر رشت که در تصرف و اشغال روس‌ها بود در اثر حمله قوای قزاق تصرف گردید و قوای دولتی وارد رشت شد.
- ۱۳۱۷ - افتتاح راه‌آهن سراسری ایران[۱]
- ۱۳۳۲ - نامه منسوب به سید ابوالقاسم کاشانی در خصوص کودتا به محمد مصدق[۲]
- ۱۳۳۹ - تأسیس بانک رفاه کارگران [۳]
- ۱۳۶۳ - رقابت ۲۷ مرداد ۱۳۶۳ تیم ملی فوتبال ایران با تیم ملی فوتبال سوریه در جام ملت‌های آسیا ۱۹۸۴
- ۱۳۶۷ - برقراری آتش‌بس میان ایران و عراق (در ساعت ۶:۳۰ بامداد)
- ۱۳۸۷ - پیوستن ایران به جمع ۱۰ کشور صاحب فناوری پرتاب ماهواره، با پرتاب ماهواره‌بر سفیر امید
- ۱۳۹۳ - زمین‌لرزه مرداد ۱۳۹۳ مورموری

## زادروزها
- ۱۲۴۶ - ملاعلی گنابادی،  قطب سی و پنجم سلسله نعمت‌اللهی سلطان علیشاهی گنابادی
- ۱۳۱۰ - ناصر ملک‌نیا، استاد بیوشیمی و از بنیان‌گذران دورهٔ دکترای بیوشیمی در ایران
- ۱۳۱۱ - عباس امیرانتظام، سیاستمدار ایرانی، معاون نخست‌وزیر و نیز سخنگوی دولت موقت، عضو هیئت رهبری جبهه ملی ایران
- ۱۳۳۲ - بیژن امکانیان، تهیه‌کننده و بازیگر سینما
- ۱۳۵۴ - افشین مقدم، شاعر و ترانه‌سرا
- ۱۳۵۸ - امیرمهدی ژوله، فیلم‌نامه‌نویس، هنرپیشه و روزنامه‌نگار
- ۱۳۶۲ - حسین روحانی، کاراته‌کار
- ۱۳۶۶ - هدیه بازوند، بازیگر
- ۱۳۶۸ - معین عباسیان، بازیکن فوتبال
- ۱۳۷۰ - مهران ضیغمی، بازیگر
- ۱۳۷۵ - سید فاخر تهامی، بازیکن فوتبال
- ۱۳۷۸ - عرفان زمانی، از کشته‌شدگان خیزش ۱۴۰۱ ایران
- ۱۳۸۱ - محسن محمدپور، از کشته‌شدگان اعتراضات آبان ۱۳۹۸ ایران

## مرگ‌ها
- ۱۳۱۹ - کمال الملک، نقاش
- ۱۳۶۰ - بهاءالدین محلاتی، عالم دینی و فقیه اصولی
- ۱۳۷۱ - سید محمد محیط طباطبایی، پژوهشگر ادبی، مورخ، منتقد و ادیب
- ۱۳۸۹ - مسعود برزین، روزنامه نگار
- ۱۳۹۹ - صمد بالازاده، خلبان نیروی هوایی ارتش جمهوری اسلامی ایران
- ۱۴۰۰ - پرویز کردوانی، (زاده ۱۳۱۰) جغرافی‌دان و دارندهٔ مدال ملی و نشان دانش
- ۱۴۰۴ - شهرزاد، بازیگر